# Diogo Machado
Diogo Machado, connu aussi sous le nom d'Add Fuel, né en 1980, est un illustrateur et artiste de rue portugais.

## Expositions
- 2019 : Galerie Itinerrance, Paris 13e
- 2017 : Something old, something new, something borrowed Add Fuel - Diogo Machado a solo exhibition at Underdogs Gallery (Lisbonne, Portugal)
- 2017 : Overlapanha, Add Fuel murale pour Tons da Primavera (Viseu, Portugal)
- 2017 : Nuart Aberssen (Aberdeen, Écosse)
- 2016 : Exposition de groupe Forgotten à Macro Testaccio, The Contemporary Art Museum of Rome (Rome, Italie)
- 2016 : Nuart Aberdeen, (Aberdeen, Écosse)
- 2016 : SMF, Sacramento Mural Festival, Add Fuel (Sacramento, Amérique du Nord)
- 2016 : Comvida Add Fuel, Bairro Padre Cruz, (Lisbonne, Portugal)
- 2016 : Upwards descent mural pour Public2016 à l'Université Curtin (Perth, Australie)
- 2015 : This Connection, mural (Rome, Italie)
- 2014 : Concentricum (Mercearia de Arte Alves & Silvestre, Coimbra, Portugal)
- 2014 : Fenêtre sur le Portugal (Paris, France)
- 2014 : Djerbahood[1], Tunisie
- 2013 : International Colors (Soon Gallery, Berne, Suisse)
- 2013 : Tour Paris 13 (Paris, France)
- 2013 : Le M.U.R. (Mulhouse, France)
- 2013 : ArturB Residency (Lagos, Portugal)
- 2013 : Fusing Cultural Experience (Figueira da Foz, Portugal)
- 2013 : Wool on Tour - Tem Sempre Encanto (Coimbra, Portugal)
- 2013 : Muro Azul - CHPL (Lisbonne, Portugal)
- 2012 : Urb4n Art LX (Influx Contemporary Art Gallery, Lisbonne, Portugal)
- 2012 : Cascais ArtSpace (Cascais, Portugal)
- 2012 : Spaces Within (Pure Evil Gallery, Londres, Royaume-Uni)
- 2012 : Wool on Tour - Lx Factory (Alcântara (Lisbonne), Portugal)
- 2012 : Walk & Talk Public Art Festival (Ponta Delgada, Açores)
- 2012 : Gau - Lowbrow (Lisbonne, Portugal)
- 2011 : Planet Fire app release (Montana Shop & Gallery, Lisbonne, Portugal)
- 2010 : Secret Wars - Lisbon Team (Lisboa & Berlin)
- 2009 : MTV From Grey to Rainbow (Barreiro, Portugal)
- 2009 : Le Coq Tuguese (Experimenta Design, Lisbonne, Portugal)
- 2008 : Cascais ArtSpace (Cascais, Portugal)
- 2008 : Fuel TV - Portugal Launch - Lx Factory (Alcântara (Lisbonne), Portugal)
- 2007 : Red Bull Street Gallery (Lisbonne, Portugal)

## Galerie
- Coimbra, 2013
- Walk&Talk Azores 2012